# Circuito Parque Fundidora
El Circuito Parque Fundidora es un circuito ubicado en el Parque Fundidora, en el oriente del centro de Monterrey.

## Remodelación
En 2022, el circuito anunció la reconstrucción total de su pista de 3.4 kilómetros, obra con la cual se revive el proyecto de que el estado sea sede de carreras internacionales de autos. Esto para intentar atraer el interés de la IndyCar Series y de la NASCAR para 2023 y 2024. Se espera que el presupuesto para la renovación sea de 24 millones de pesos.

## Ganadores

### Atlantic Championship Series
| Año  | Ganador              | Equipo                  |
| ---- | -------------------- | ----------------------- |
| 2002 | Jon Fogarty          | Dorricott Racing        |
| 2003 | Michael Valiante     | Lynx Racing             |
| 2004 | Ryan Dalziel         | Sierra Sierra Racing    |
| 2005 | Charles Zwolsman Jr. | Condor Motorsports      |
| 2006 | Graham Rahal         | Mi-Jack Conquest Racing |

### A1 Grand Prix
| Año  | Ganador          | Equipo |
| ---- | ---------------- | ------ |
| 2006 | Alexandre Prémat | DAMS   |

### Indy Lights
| Año  | Ganador       | Equipo        |
| ---- | ------------- | ------------- |
| 2006 | Derek Higgins | Mexpro Racing |